# Antanartia borbonica
Antanartia borbonica  (лат.) — вид дневных бабочек подсемейства Nymphalinae семейства Nymphalidae, эндемик Маскаренских островов (два подвида: A. b. borbonica на острове Реюньон и A. b. mauritiana -  исчезнувший - на острове Маврикий). Встречается чаще на высотах 450-800 м над уровнем моря. Гусеницы подвида borbonica живут на растениях семейства крапивных -  Boehmeria macrophylla, B. stipularis, B. penduliflora, B. megaphylla, Obetia ficifolia, Pouzolzia laevigata; подвида mauritiana - на растении рода Pilea. Гусеница устраивает укрытие из листа, надрезая его и сшивая края шёлком. Популяция сокращается из-за вирусных и бактериальных инфекций и паразитизма мухи-тахины Eucacelia evolens.